# Daegaya
Daegaya était un chef lieu majeur de la Confédération de Gaya durant la période des Trois Royaumes de Corée. L'endroit se situe actuellement dans le district de Goryeong, dans la province du Gyeongsang du Nord, en Corée du Sud.
Les vestiges archéologiquement confirmés comprennent des tombes anciennes à Jisan-dong. il s'est avéré qu'il s'agissait des tombes de la classe dirigeante de Daegaya.

## Histoire
Selon les "Géographies" du Samguk sagi, Daegaya a existé pendant environ 520 ans depuis le premier roi, Ijinasi (이진아시왕), jusqu'au dernier, Doseolji (도설지왕). Daegaya avait seize rois du roi Ijinasi au roi Doseolji, mais seuls cinq d'entre eux sont connus. Le premier roi était Ijinasi, le neuvième roi Inoe, le seizième roi Doseolji et le roi Haji, dont la génération est incertaine. Le roi Haji (하지, 荷知) envoya une ambassade à Namje (南齊, dans le sud du Qi) en 479. Selon les archives chinoises, il reçut un rang du troisième ordre, un rang en dessous de Baekje et Silla.

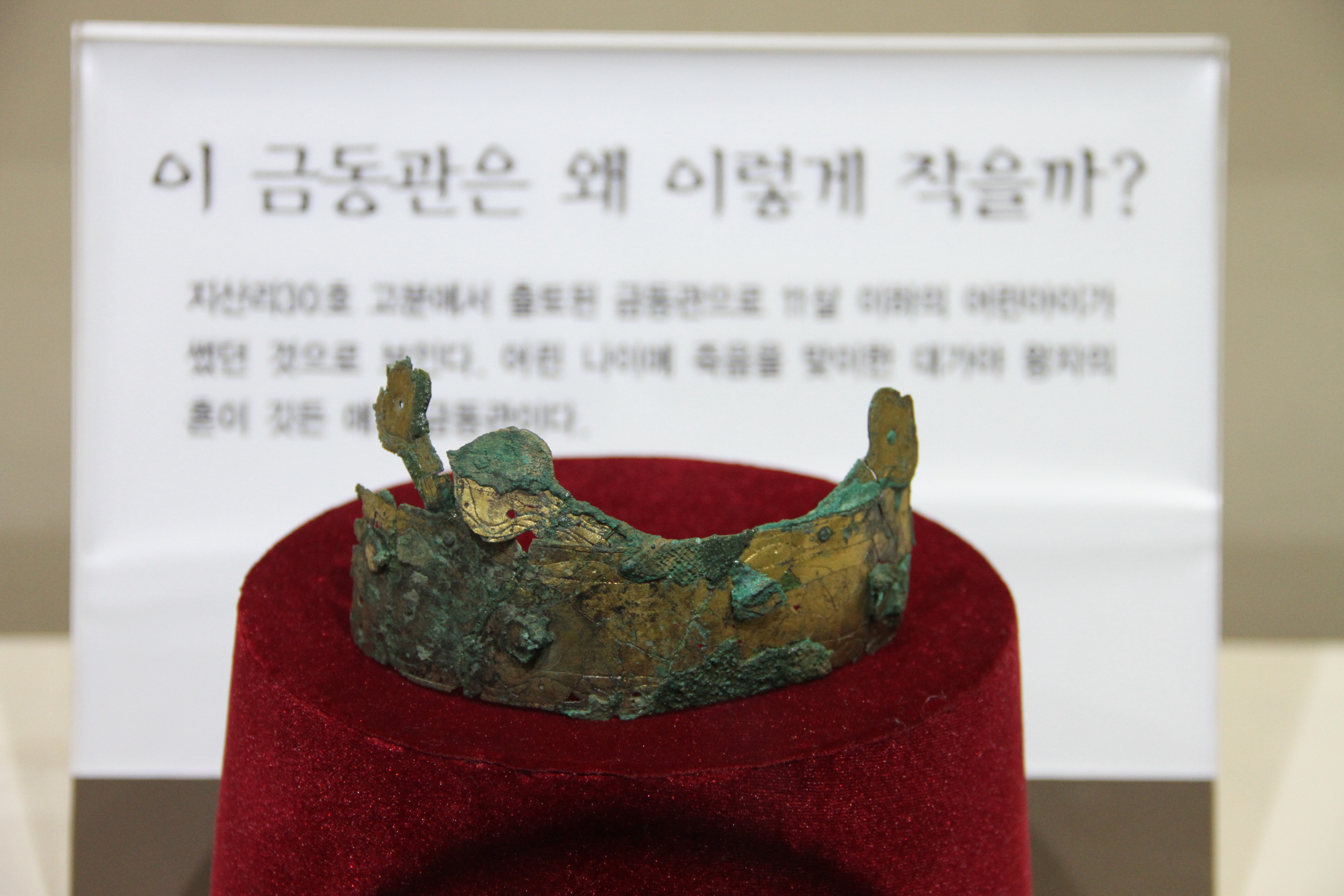
Couronne de Daegaya.

Daegaya s'est développé rapidement et a joué un rôle majeur dans la confédération de Gaya au Ve siècle apr. J.-C., en partie à cause de son artisanat sidérurgique avancé, mais ses progrès et ceux de la confédération ont été limités par les royaumes voisins de Baekje et Silla, qui étaient plus pleinement développés en tant qu'entités politiques centralisées. Des documents historiques fortuits et des découvertes archéologiques indiquent une société aristocratique hautement stratifiée à Daegaya et dans la confédération Gaya à cette époque.
Le roi Haji s'est allié à Baekje et Silla pour attaquer Goguryeo en 481. Daegaya s'est allié à Baekje pour attaquer Silla (ce qui, pour Baekje, était en réponse à la violation par Silla de leur trêve de 120 ans) à la bataille de la forteresse de Gwansan en 554, mais les deux Baekje et Gaya ont subi de lourdes pertes. Cette politique de confrontation a aliéné les autres États membres de la confédération Gaya, et Daegaya a perdu sa direction de Gaya au profit d'Ara Gaya.

Daegaya est tombée aux mains des armées de Silla sous le général Kim Isabu en 562. À ce moment, Silla avait déjà absorbé la majorité de la Confédération de Gaya et la prise de Daegaya est une mesure punitive contre son alliance avec Baekje en 554.

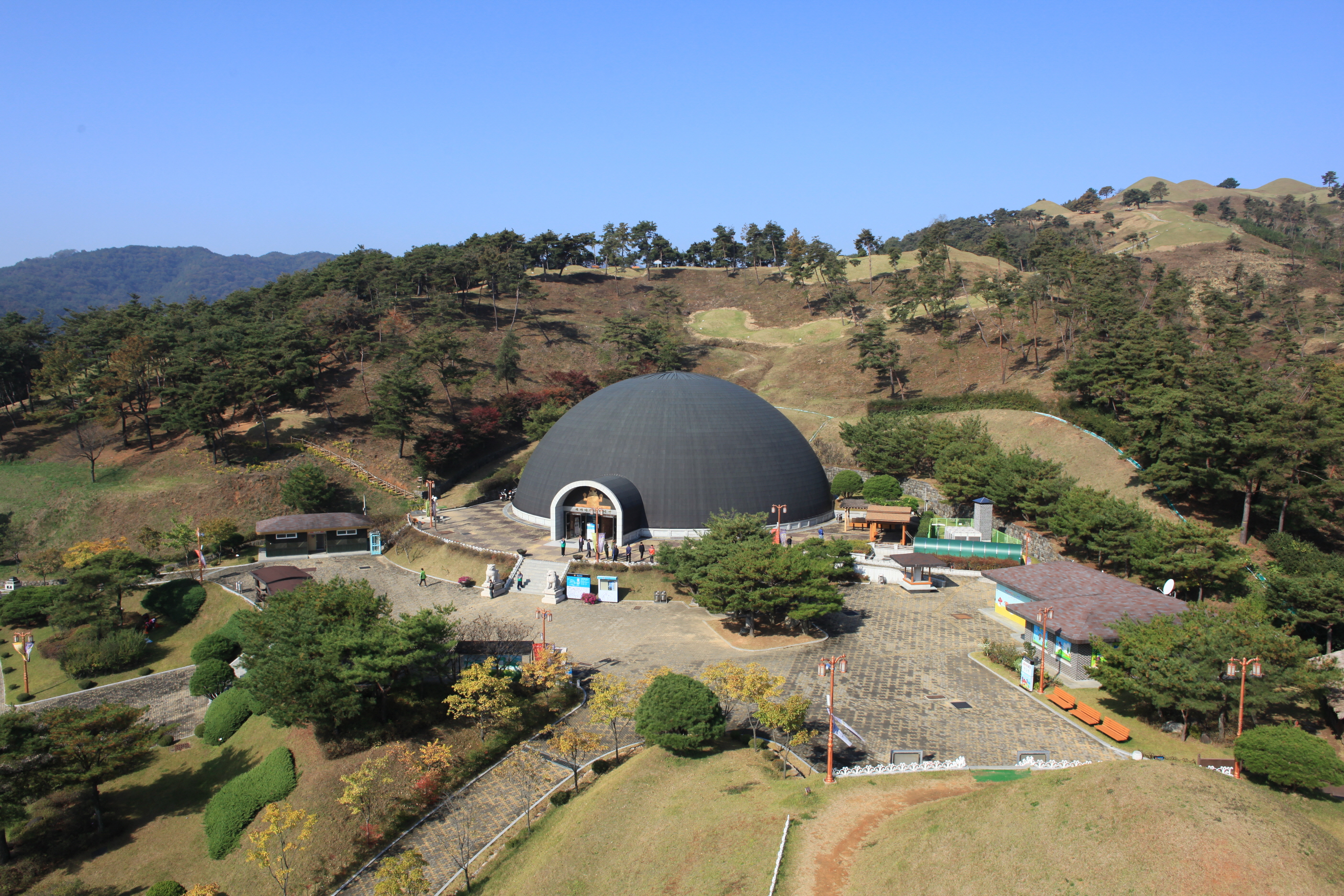
Tombe royale Daegaya sur le lieu de l'exposition.

## Liste des rois

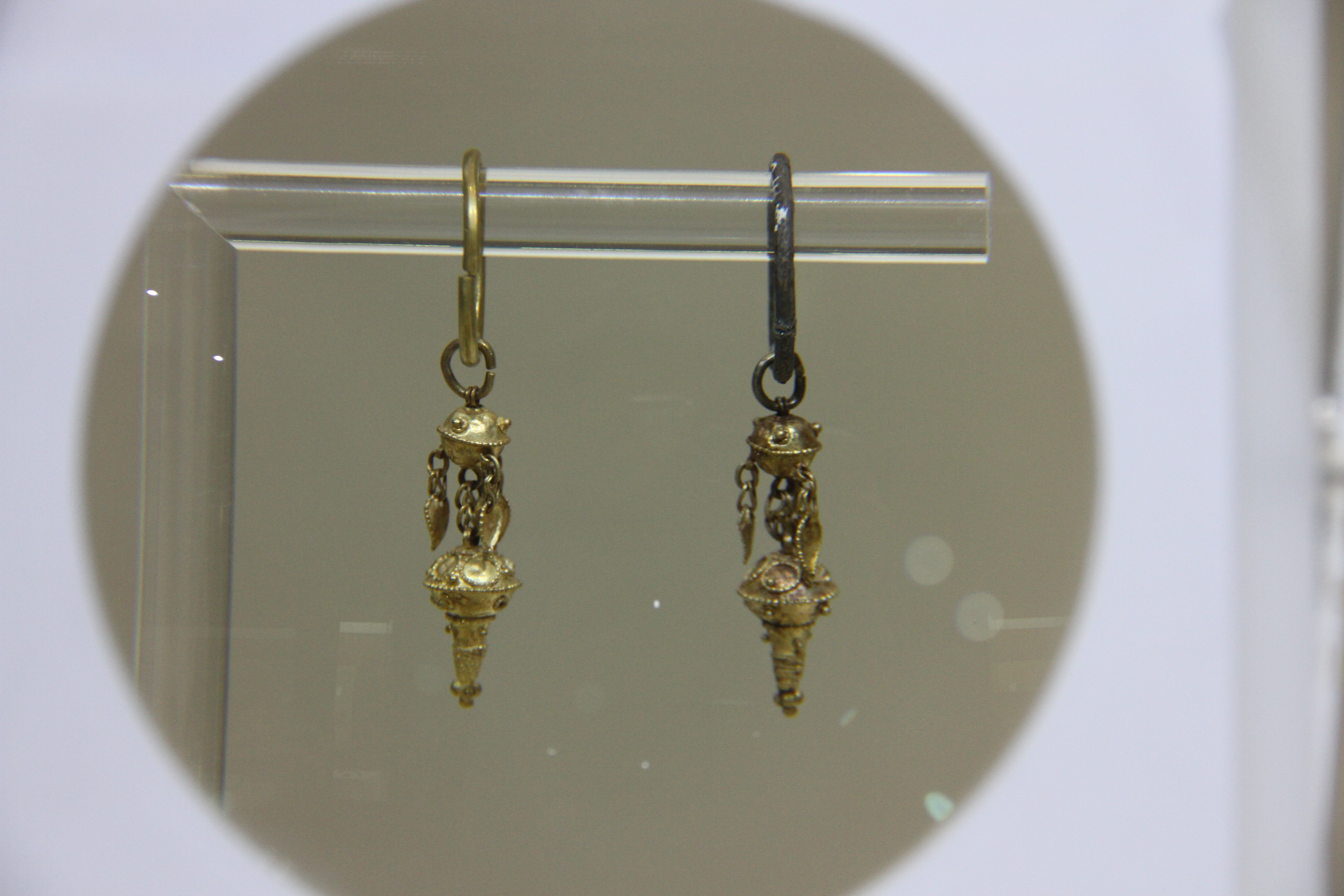
Boucles d'oreilles dorées de Daegaya.

Rois de Daegaya.
1.Roi Ijinasi
2.Roi Geumnim
3.Roi Haji
4.Roi Gasil
5.Roi Inoe
6.Roi Doseolji (?-562 CE)